# Kristian Cedervall Lauta
Kristian Cedervall Lauta (født 12. april 1982 i Holbæk)  er en dansk ph.d. og professor, der siden 2022 har været prorektor for uddannelse ved Københavns Universitet.
Lauta er uddannet cand.jur. fra Københavns Universitet i 2008 og blev ph.d. samme sted i 2012 på en afhandling om statslig nødret og katastroferet. Han blev 2013 ansat som lektor ved Det Juridiske Fakultet, Københavns Universitet. I 2019 blev han professor og samtidig prodekan for uddannelse ved Det Juridiske Fakultet.
Hans forskning har kredset om katastrofer og deres juridiske, politiske og økonomiske efterspil, og han har således forsket i Orkanen Katrina, jordskælvet i Lissabon i 1755 og olieudslippet i den Mexicanske Golf i 2010. Under og efter coronapandemien har han fungeret som ekspert i medierne i blandet andet epidemiloven og minksagen. Han udgav i 2021 bogen Katastrofer. Og hvad de kan lære os om os selv.
I 2007 var han medstifter af foreningen Yngresagen, der søgte at danne modvægt til Ældre Sagen ved at give unge en tydeligere stemme.
I 2019 blev han kåret som årets underviser af Akademiet for talentfulde unge.